# 全生存期間
全生存期間（Overall survival；OS）とは、致死的疾患の臨床試験において、患者の登録から死亡前の最終生存確認日までの期間を言う。死因の如何を問わない。臨床的評価を要しないので客観性が高く、堅固（ハード）なエンドポイントとされる。実臨床の目的（延命）とも合致しており臨床試験の主要評価項目としてよく用いられるが、試験実施期間が長くなりがちである点が懸念される。

## 概要
ある病気（例えば、大腸癌）の患者は、その病気が原因で直接亡くなる事もあれば、関係のない原因（他の疾患や交通事故等）で亡くなる事もある。正確な死因が問題とされない場合、これを全死亡と呼ぶ。
2群以上の比較臨床試験の生存時間解析では、群間で当該疾患以外での死亡事象に偏りがない事を前提にしている。追跡不能（打ち切り）を除く全死亡を対象事象として統計解析が実施される。
全生存率は、治療中の疾患だけでなく、あらゆる原因による死亡に基づいているため、治療の副作用による死亡や、再発後の生存率への影響も考慮されている。
全生存期間は無増悪生存期間との相関が高いとされるが、乖離が見られる場合もある。疾患制御それ自体が副作用という生物学的な犠牲を伴う場合もあり得、これはマクナマラの誤謬の一例と言われている。

## 全生存期間中央値
全生存期間中央値（Median survival）は、生存期間の代表値としてよく使われる。これは、50％の患者が死亡し、50％の患者が生存している状態への到達までの期間を示す。臨床試験のような進行中の場面では、算術平均値の計算は被験者全員がエンドポイントに到達した後でなければ出来ないのに対し、中央値は被験者の50％が試験のエンドポイントに到達した時点で計算出来るという利点がある。

## 全生存率
生存期間とは別に、診断・登録後のある時点（1年、5年、10年等）での生存患者の割合を全生存率（Overall survival ratio）と言い、疾患の予後の指標とされる。例えば、前立腺癌の1年全生存率は膵臓癌よりも遥かに高く、予後は良好である。